# Aeroporto Internacional Toncontín
O Aeroporto Internacional Toncontín (IATA: TGU - ICAO: MHTG) é um aeroporto de Tegucigalpa, Honduras. 

## Companhias Aéreas e Destinos
| Companhias Aéreas     | Destinos                                                    |
| --------------------- | ----------------------------------------------------------- |
| Aerolineas Sosa       | Cidade de Guatemala, La Ceiba, Roatan                       |
| Air Atlanta Icelandic | La Ceiba, Puerto Lempira, Roatan, San Pedro Sula            |
| Air Charter Africa    | Cidade de Guatemala, La Ceiba, Roatan                       |
| American Airlines     | Miami                                                       |
| Avianca               | Cidade de Guatemala, San José, San Pedro Sula, San Salvador |
| Copa Airlines         | Cidade do Panamá, San José                                  |
| Delta Air Lines       | Atlanta                                                     |
| Iberia                | Cidade do Panamá, San José                                  |
| United Airlines       | Houston                                                     |

## Galeria
- Aeroporto antes da retirada da colina
- Aeroporto após a retirada da colina